# Amnirana
Amnirana is een geslacht van kikkers uit de familie echte kikkers (Ranidae). De groep werd voor het eerst wetenschappelijk beschreven door Alain Dubois in 1992. Veel soorten behoorden eerder tot andere geslachten zoals Hydrophylax en Hylarana, en zijn in veel literatuur onder deze verouderde namen bekend.

## Verspreiding
De verschillende soorten komen voor in delen van Afrika en leven ten zuiden van de Sahara.

## Taxonomie
Er zijn tegenwoordig twaalf vertegenwoordigers van het geslacht Amnirana.
Geslacht Amnirana
- Soort Amnirana albolabris
- Soort Amnirana amnicola
- Soort Amnirana asperrima
- Soort Amnirana darlingi
- Soort Amnirana fonensis
- Soort Amnirana galamensis
- Soort Amnirana lemairei
- Soort Amnirana lepus
- Soort Amnirana longipes
- Soort Amnirana nicobariensis
- Soort Amnirana occidentalis
- Soort Amnirana parkeriana